# RoX
ROX (ранее — RoX.KIS, TORNADO ROX) — российская профессиональная киберспортивная мультигейминговая команда. В разное время за ROX выступали составы в дисциплинах StarCraft, StarCraft II, WarCraft III, World of WarCraft, FIFA, Counter-Strike 1.6, Call of Duty 4, Point Blank, World of Tanks, DotA, Dota 2, League of Legends, Overwatch и Street Fighter.
Основатель и руководитель команды — Игорь «Bruce» Уткин.

## О команде
Команду ROX в разное время представляли профессиональные киберспортсмены из разных стран, преимущественно — из стран русскоязычного региона, в частности из России и Украины.

### Основание команды
Команда ROX основана в 2005 году и дебютировала с первыми составами в дисциплинах StarCraft: Brood War и WarCraft III: The Frozen Throne 28 мая на турнире в Санкт-Петербурге. Основатели команды — Игорь «Bruce» Уткин и Михаил «Miker» Мирчук, которые сами входили в состав в качестве игроков.

### Название
Название ROX изначально было аббревиатурой полного названия «Российское общество компьютерного спорта», написанной латинскими буквами. Однако полное название официально нигде не фигурировало, при этом позже на различных турнирах (вероятно, в виде шутки) иногда использовались другие версии, например, «Radical Online X-tremists», в результате чего на некоторых киберспортивных сайтах именно это название ошибочно закрепилось как основное.
Дважды к названию команды добавлялись бренды партнёров в рамках соглашений на титульное спонсорство: так, с 2009 по 2014 команда называлась RoX.KIS (KIS — аббревиатура Kaspersky Internet Security — одного из основных продуктов Лаборатории Касперского), а с 2015 по 2016 — TORNADO ROX (Tornado Energy — бренд энергетических напитков, принадлежащий компании Global Functional Drinks AG).
На данный момент официальное название команды — ROX.

### Партнёры
Первыми коммерческими партнёрами ROX стали интернет-магазин ES-Gaming и производители периферийных устройств для игроков QPad Позже команда работала с множеством различных партнёров и спонсоров, наиболее известными из которых являются Лаборатория Касперского, Global Functional Drinks, Kingston, Razer, SteelSeries, G2A, Lenovo и ФК «Динамо Москва».
Постоянным информационным партнёром ROX является сайт GoodGame.ru.

## Игровые составы
Игроки ROX выиграли более 100 медалей на различных LAN и онлайн-турнирах и более 50 раз занимали первые места. Среди наиболее заметных достижений — победы на турнирах ASUS Open, WCG Россия, StarSeries и Continental Rumble и вторые места на гранд-финалах Electronic Sports World Cup и Wargaming.net League.

### StarCraft
Состав ROX в дисциплине StarCraft: Brood War был представлен одновременно с появлением команды 28 мая 2005 года, в него вошли Bruce, Pomi, Ex и Ro. В 2007 произошло слияние ROX с командой fAke.PeoOple, в результате которого под тегом ROX был образован один из сильнейших составов в Европе, включавший в себя таких игроков, как BRAT_OK, localhost, Advokate, Ex. Позже к команде присоединились также Androide (также выступал на World Cyber Games под никнеймом Logistic) и DIMAGA.
Команда отличалась не только сильным подбором исполнителей, но и методикой тренировок: в ROX была введена практика «буткемпов» — тренировочных сборов, где игроки собираются в одной локации и тренируются друг с другом в течение длительного времени. Эти тренировки принесли результат, и вскоре команда заняла доминирующее положение в русскоязычном регионе, регулярно выигрывая местные турниры, такие как ASUS Open и региональные отборочные WCG, и отправляя своих представителей на главный ежегодный турнир в мире — гранд-финал World Cyber Games.
Состав RoX.KIS по StarCraft: Brood War существовал до середины 2010 года, когда началось бета-тестирование StarCraft II: Wings of Liberty и стали активно проводиться турниры в новой дисциплине. Тогда часть игроков завершили карьеру, а часть — перешли на StarCraft II.
23 сентября 2017 команда объявила, что под тегом ROX на турнире по StarCraft: Remastered от сети магазинов Media Markt выступит один из сильнейших игроков СНГ и Европы — протосс DeWalt. Несмотря на статус главного фаворита, он выступил на турнире неудачно и не смог войти в призовые места.
6 октября 2017 о возобновлении игры за ROX объявил участник старого состава Вахтанг «Ex» Закиев. Хотя что в период с 2012 по 2017 год он периодически выступал за разные команды на любительских онлайн-лигах, он никогда не подписывал контрактов с профессиональными командами и формально не уходил из ROX, а лишь прекращал активно играть в StarCraft.
На данный момент Ex является единственным игроком команды в дисциплине StarCraft.

#### Текущий состав
|        | Никнейм | Полное имя     | Раса   |
| ------ | ------- | -------------- | ------ |
| Россия | Ex      | Вахтанг Закиев | Терран |

#### Бывшие участники
|                  | Никнейм   | Полное имя                   | Раса          |
| ---------------- | --------- | ---------------------------- | ------------- |
| Россия           | Advokate  | Дмитрий Демичев              | Терран        |
| Россия           | Androide  | Андрей Ершов                 | Терран        |
| Россия           | BRAT_OK   | Павел Кузнецов               | Терран        |
| Республика Корея | Pro7ect   | Ким Чже-гон                  | Терран        |
| Перу             | Fenix     | Жанкарлос Хоан Морейра Алехо | Терран        |
| Украина          | Marwin    | Андрей Дзизенко              | Терран        |
| Украина          | ALF       | Александр Яценко             | Зерг          |
| Украина          | DIMAGA    | Дмитрий Филипчук             | Зерг          |
| Украина          | HappyZerg | Святослав Власюк             | Зерг          |
| Россия           | Scroll    | Александр Груздев            | Зерг          |
| Россия           | Bruce     | Игорь Уткин                  | Протосс, зерг |
| Украина          | fraer     | Игорь Турчин                 | Протосс       |
| Россия           | lolcahost | Виктор Лопатин               | Протосс       |
| Россия           | Pomi      | Сергей Родионов              | Протосс       |

#### Достижения
| Место | Турнир                    | Место проведения | Никнейм                       | Дата проведения  |
| ----- | ------------------------- | ---------------- | ----------------------------- | ---------------- |
|       | WCG RU Preliminaries 2005 | Москва           | Ex                            | 28 августа 2005  |
|       | WCG RU Preliminaries 2006 | Москва           | Ex                            | 19 августа 2006  |
|       | ASUS Open Cup Summer 2008 | Москва           | Androide BRAT_OK DIMAGA fraer | 31 августа 2008  |
|       | WCG RU Preliminaries 2008 | Москва           | Pomi                          | 14 сентября 2008 |
|       | WCG RU Preliminaries 2008 | Москва           | localhost                     | 14 сентября 2008 |
|       | WCG RU Preliminaries 2008 | Москва           | BRAT_OK                       | 14 сентября 2008 |
|       | ASUS Open Cup Spring 2009 | Москва           | Advokate                      | 31 мая 2009      |
|       | ASUS Open Cup Summer 2009 | Москва           | Advokate                      | 29 августа 2009  |
|       | WCG UA Preliminaries 2009 | Киев             | DIMAGA                        | 27 сентября 2009 |
|       | WCG RU Preliminaries 2009 | Москва           | BRAT_OK                       | 4 октября 2009   |
|       | WCG RU Preliminaries 2009 | Москва           | Bruce                         | 4 октября 2009   |
|       | WCG RU Preliminaries 2009 | Москва           | Advokate                      | 4 октября 2009   |
|       | WCG RU Preliminaries 2010 | Москва           | BRAT_OK                       | 25 июля 2010     |
|       | WCG RU Preliminaries 2010 | Москва           | Advokate                      | 25 июля 2010     |
|       | WCG UA Preliminaries 2010 | Киев             | ALF                           | 17 августа 2010  |

### StarCraft II
Состав ROX (на тот момент команда называлась RoX.KIS) по StarCraft II был официально анонсирован 7 августа 2010 года, хотя многие из его игроков выступали на различных турнирах ещё в период бета-тестирования игры. В него вошли игроки из StarCraft: Brood War (BRAT_OK, Pomi, HappyZerg) и из WarCraft III (Neytpoh, Abver и PoDoX). Позже команда усиливала состав новыми игроками, самые заметные среди них: sLivko, LiveZerg, TitaN и Strange.
Несмотря на то, что из команды за несколько дней до релиза StarCraft II ушёл DIMAGA, RoX.KIS продолжали удерживать доминирующие позиции в русскоязычном регионе: BRAT_OK выиграл Всероссийский турнир от Beeline и MSI Freedom League, TitaN занял четвёртое место на гранд-финале WCG 2011 и команда выиграла все три сезона онлайн-лиги для команд из СНГ — Russian Language ProLeague (RPL). Финал последнего из них стал последним для Павла «BRAT_OK» Кузнецова в составе RoX.KIS, который принял решение покинуть команду.
В 2012 RoX.KIS даже без своего бывшего лидера смогли одержать победу на европейском командном онлайн-турнире 4PL Clan League, обыграв в финале Team Acer, а затем занять второе место на всемирном онлайн-турнире EG Master’s Cup Series, уступив в финале Team Liquid и ещё дважды переиграв Team Acer, в составе которых уже были Мун «MMA» Сён-вон и Саша «Scarlett» Хостин.
С 2012 года RoX.KIS начали сокращать финансирование состава по StarCraft II, поскольку команда в данной дисциплине, по мнению руководства, стала убыточной. В результате в 2012 состав покинули sLivko и Neytpoh, которые присоединились к Virtus.pro, в 2013 прекратил активно играть в StarCraft II и покинул состав Abver, а в 2014 ушли fraer, LiveZerg и Creed.
Формально ROX не объявляли о закрытии состава по StarCraft II и об уходе из него некоторых игроков, поэтому, согласно некоторым базам данных, Pomi и TitaN по-прежнему считаются игроками команды. Однако на настоящий момент они не являются активными киберспортсменами, и на официальном сайте ROX в разделе «команда» они также не представлены.

#### Бывшие участники
|                  | Никнейм   | Полное имя        | Раса    |
| ---------------- | --------- | ----------------- | ------- |
| Россия           | BRAT_OK   | Павел Кузнецов    | Терран  |
| Россия           | Creed     | Андрей Романов    | Терран  |
| Республика Корея | Pro7ect   | Ким Чже-гон       | Терран  |
| Россия           | Abver     | Алексей Друнин    | Зерг    |
| Украина          | ALF       | Александр Яценко  | Зерг    |
| Украина          | DIMAGA    | Дмитрий Филипчук  | Зерг    |
| Украина          | HappyZerg | Святослав Власюк  | Зерг    |
| Россия           | LiveZerg  | Андрей Гульдяшов  | Зерг    |
| Россия           | Scroll    | Александр Груздев | Зерг    |
| Россия           | sLivko    | Артём Гаравцов    | Зерг    |
| Украина          | White     | Степан Еричук     | Зерг    |
| Украина          | fraer     | Игорь Турчин      | Протосс |
| Россия           | Neytpoh   | Юрий Карев        | Протосс |
| Россия           | Pomi      | Сергей Родионов   | Протосс |
| Россия           | TITAN     | Олег Купцов       | Протосс |

#### Достижения
| Место | Турнир                                | Место проведения | Никнейм  | Дата проведения |
| ----- | ------------------------------------- | ---------------- | -------- | --------------- |
|       | Russian Language ProLeague 2          | Онлайн           | RoX.KIS  | 20 ноября 2010  |
|       | ASUS Open Cup Autumn 2010             | Киев             | Abver    | 28 ноября 2010  |
|       | Всероссийский турнир Beeline          | Москва           | BRAT_OK  | 12 декабря 2010 |
|       | Всероссийский турнир Beeline          | Москва           | Pomi     | 12 декабря 2010 |
|       | MSI Freedom League                    | Москва           | BRAT_OK  | 16 декабря 2010 |
|       | ASUS Open Cup Winter 2011             | Киев             | Abver    | 2 февраля 2011  |
|       | Russian Language ProLeague 3          | Онлайн           | RoX.KIS  | 31 марта 2011   |
|       | HP Russian Language ProLeague 4       | Киев             | RoX.KIS  | 30 июля 2011    |
|       | WCG RU Preliminaries 2011             | Москва           | TITAN    | 4 сентября 2011 |
|       | Incredible Panic Team League Season 3 | Онлайн           | RoX.KIS  | 12 апреля 2012  |
|       | 4PL Clan League Season 2              | Онлайн           | RoX.KIS  | 27 мая 2012     |
| 3-4   | StarCraft 2 Survivor League           | Онлайн           | RoX.KIS  | 14 июля 2012    |
|       | Incredible Panic Team League Season 4 | Онлайн           | RoX.KIS  | 14 июля 2012    |
| 3-4   | DreamHack Open: Summer                | Онлайн           | fraer    | 18 июня 2012    |
|       | EG Master's Cup Series VIII           | Онлайн           | RoX.KIS  | 14 июля 2012    |
|       | Ritmix Russian StarCraft 2 League     | Онлайн           | fraer    | 15 июля 2012    |
| 3-4   | WCG RU Preliminaries 2012             | Москва           | TITAN    | 14 октября 2012 |
|       | Vasacast Invitational 2013            | Онлайн           | fraer    | 17 февраля 2013 |
|       | WCG RU Preliminaries 2013             | Москва           | LiveZerg | 31 августа 2013 |

### WarCraft III
Состав ROX (на тот момент команда называлась RoX.KIS) в дисциплине WarCraft III был представлен одновременно с появлением команды 28 мая 2005 года. В него вошли Miker, Orangeman, pipS и Bigman. Однако вскоре он прекратил существование, поскольку команда нашла первых постоянных партнёров только в 2008, а на тот момент не могла обеспечить игрокам финансовой поддержки (точная дата ухода игроков неизвестна).
23 ноября 2009 года, после того как команда заключила соглашение с Лабораторией Касперского и стала называться RoX.KIS, она вновь анонсировала состав по WarCraft III, в который вошли Revolver, nicker, NapS и MichaeL. Впрочем, этот состав также просуществовал недолго: новость о его выходе из организации появилась уже 27 февраля 2010.
Как пояснили основатель команды Игорь «Bruce» Уткин и главный менеджер состава Zloy, создание команды по WarCraft III изначально было инициативой самих игроков и менеджера и в обязательства между ROX и постоянными партнёрами — Лабораторией Касперского и SteelSeries — состав по WC3 не входил. Поводом к прекращению сотрудничества стал тот факт, что лидер состава nicker начал играть на онлайн-лигах за другую команду — немецкий мультигейминг PM. При этом уже после анонса о закрытии состава nicker выступил под тегом RoX.KIS на ASUS Open Spring 2010, Electronic Sports World Cup 2010 и на российском этапе World Cyber Games 2010.
4 июня 2010 года команда объявила об открытии женского состава по WarCraft III. Точная дата его закрытия неизвестна, однако в данный момент в списке актуальных составов ROX его нет.

#### Бывшие участники
|                  | Никнейм   | Полное имя     | Раса      |
| ---------------- | --------- | -------------- | --------- |
| Россия           | Miker     | Михаил Мирчук  | Night Elf |
| Россия           | Orangeman |                | Undead    |
| Россия           | PipS      | Павел Макаров  | Orc       |
| Россия           | Bigman    |                | Human     |
| Россия           | Revolver  | Павел Белов    | Undead    |
| Россия           | nicker    | Никита Помадов | Night Elf |
| Россия           | Naps      | Никита Шатоха  | Night Elf |
| Республика Корея | MichaeL   | Ро Джин-вук    | Human     |

#### Достижения
| Место | Турнир                           | Место проведения | Никнейм | Дата проведения |
| ----- | -------------------------------- | ---------------- | ------- | --------------- |
|       | ASUS Open Spring 2010            | Москва           | nicker  | 22 мая 2010     |
| 9—10  | Electronic Sports World Cup 2010 | Париж            | nicker  | 30 мая 2010     |
|       | WCG RU Preliminaries 2010        | Москва           | nicker  | 24 июля 2010    |

### Counter-Strike Ladies 1.6

#### Бывшие участники
|        | Никнейм    | Полное имя         |  |        | Никнейм    | Полное имя           |
| ------ | ---------- | ------------------ |  | ------ | ---------- | -------------------- |
| Россия | AfiNa      | Анна Миронова      |  | Россия | Riddlejkee | Ольга Севреева       |
| Россия | silvermist | Ирина Пасхина      |  | Россия | Melkaya    | Кристина Вилямовская |
| Россия | Julaka     | Юлия Мелехина      |  | Россия | Sa1nT      | Станислава Зоткина   |
| Россия | VendettA   | Вероника Албашеева |  | Россия | sapphire   | Дарья Перова         |

#### Достижения
| Место | Турнир                  | Место проведения | Дата проведения |
| ----- | ----------------------- | ---------------- | --------------- |
|       | ASUS Open Spring 2009   | Москва           | 31 мая 2009     |
|       | ASUS Open Summer 2009   | Москва           | 23 августа 2009 |
|       | ASUS Open Autumn 2009   | Москва           | 29 ноября 2009  |
|       | ЛКИ Female Про-серия #1 | Москва           | 20 февраля 2010 |
|       | ASUS Open Spring 2010   | Москва           | 24 февраля 2010 |
|       | ASUS Open Autumn 2010   | Москва           | 27 ноября 2010  |

### Call of Duty 4
Первый состав ROX (на тот момент команда называлась RoX.KIS) в дисциплине CoD4 Promod был образован в 2009 году (Bubl1k, eXet, Victor, SKA, Cresh). С течением времени состав менялся, приходили новые игроки, заменяя старых. Бесcменным капитаном оставался Константин «Bubl1k» Петров. В 2010 году организация рассталась со своим составом из-за непосещения командой европейских ЛАН-турниров (проблемы с заграничными паспортами и т.п.). 18 января 2011 RoX.KIS объявила о своем возвращении в дисциплину с обновленным составом (Bubl1k, Bellum, winkY, Zoid, Teror), который до этого был известен как Phys1x Gaming и являлся одним из сильнейших по CoD4 в России. Под тегом RoX.KIS команда просуществовала всего три месяца до апреля 2011 года, успев выиграть Gorilla eXtreme Cup Winter 2011 в Москве, несколько онлайн-турниров и дойти до 1/4 Antwerp E-Sports Festival, после чего состав вернулся в Phys1x Gaming. Комментарий Дмитрия «winkY» Шейнина: «Мы рады вернуться в Phys1x Gaming, так как мы здесь чувствуем себя как дома. Покидая Phys1x в январе, мы думали, что это будет лучшее решение, но мы ошиблись. Теперь мы снова здесь и готовы к новым баталиям. Также я хотел поблагодарить RoX.KiS за все, что они сделали».

#### Бывшие участники
|        | Никнейм | Полное имя           |
| ------ | ------- | -------------------- |
| Россия | Bubl1k  | Константин Петров    |
| Россия | eXet    |                      |
| Россия | Victor  | Виктор Марков        |
| Россия | SKA     |                      |
| Россия | Cresh   |                      |
| Россия | Pan1c   | Дмитрий Полищук      |
| Россия | Andz    | Андрей Голов         |
| Россия | joekoe  | Виктор Айсин         |
| Россия | phEx    | Александр Колесников |
| Россия | Tugarin | Максим Максимов      |
| Россия | d1z     | Андрей Волков        |
| Россия | Yalex   | Александр Емельянов  |
| Россия | winkY   | Дмитрий Шейнин       |
| Россия | Bellum  | Дмитрий Бурдыгин     |
| Россия | Zoid    | Павел Игольников     |
| Россия | Teror   | Александр Лагутин    |

#### Достижения
| Место | Турнир                          | Место проведения | Дата проведения |
| ----- | ------------------------------- | ---------------- | --------------- |
|       | ASUS Open Winter 2009           | Москва           | 31 марта 2009   |
|       | QWERTY LAN Cup Autumn           | Москва           | 1 ноября 2009   |
|       | Call of Duty Open LAN Cup       | Москва           | 14 марта 2010   |
|       | Gorilla eXtreme Cup Winter 2011 | Москва           | 29 января 2011  |

### Point Blank
Состав ROX (на тот момент команда называлась RoX.KIS) в дисциплине Point Blank выиграл несколько турниров российского и мирового значения и стал одним из самых результативных в истории организации. Самыми значимыми достижениями стали победа на Tri Nations 2011 и четвёртое место на International Cup 2012. Состав был расформирован 30 января 2013 года, когда после нескольких неудачных замен команду решил покинуть её капитан Negative.

#### Бывшие участники
|          | Никнейм  | Полное имя       |
| -------- | -------- | ---------------- |
| Украина  | Negative | Сергей Бидзан    |
| Украина  | GoDHunT  | Виктор Волков    |
| Россия   | Radogask |                  |
| Россия   | kslt     | Антон Новиков    |
| Россия   | z1       | Олег Коновнин    |
| Россия   | Gray     | Денис Данилюк    |
| Беларусь | Pan9     | Павел Журавлевич |

#### Достижения
| Место | Турнир                                  | Место проведения | Дата проведения |
| ----- | --------------------------------------- | ---------------- | --------------- |
|       | Tri Nations 2011                        | Бангкок          | 21 августа 2011 |
|       | WCG RU Preliminaries 2011               | Москва           | 4 сентября 2011 |
|       | SLTV PB StarSeries Season 1             | Киев             | 29 апреля 2012  |
|       | SLTV PB StarSeries Season 2             | Киев             | 15 июля 2012    |
|       | WCG RU Preliminaries 2012               | Москва           | 14 октября 2012 |
|       | ASUS Open 2012 Final Battle of the Year | Москва           | 16 декабря 2012 |
|       | SLTV PB StarSeries Season 4             | Киев             | 23 декабря 2012 |

### Dota 2
Первый состав ROX (на тот момент команда называлась RoX.KIS) в дисциплине Dota 2 был представлен в январе 2013 года. В него вошли BzzIsPerfect, STALIANER, hardEEv-, yol и Sedoy. Позже, в результате замен и трансферов, за команду выступали разные игроки, среди которых наиболее известные — Андрей «Dread» Голубев, Алексей «Solo» Березин, Иван «VANSKOR» Скороходов, Игорь «Nexus» Лысаковский, Роман «Resolution» Фоминок, Артур «Goblak» Костенко и Роман «Scandal» Садотенков.
14 июня 2013 года команда провела матч против zRAGE в рамках турнира SLTV StarSeries Season 6 и проиграла. Позже один из онлайн-букмекеров сообщил, что Solo, принимавший участие в матче, сделал ставку на победу команды соперников. Санкцией стал пожизненный запрет на участие в турнирах от Star Ladder для Solo и запрет на год — для команды. Однако вскоре блокировка с команды была снята, а для Solo — сокращена до срока в один год, а затем — снята досрочно в конце сентября.
Деятельность ROX в дисциплине Dota 2 была заморожена 31 мая 2014 года и возобилась лишь 6 января 2016 года (под названием TORNADO ROX). В новую команду вошли 3 игрока из старого состава RoX.KIS (Bzz, yol, Sedoy) и 2 новобранца: Ghostik и ArsZeeqq. Состав просуществовал лишь до 26 марта и затем был распущен, а бывшие игроки перешли под тег Fantastic Five.
Основными успехами команды стала победа на Fragbite Masters 2014 Spring и второе место на RaidCall EMS One Spring Season. Всего за всё время существования команда выиграла $83,345 призовых.
23 января 2013 года команда объявила об открытии женского состава по Dota 2. Точная дата его закрытия неизвестна, однако в данный момент в списке актуальных составов ROX его нет.

#### Бывшие участники
|         | Никнейм      | Полное имя        | Позиция | Перешёл в      |
| ------- | ------------ | ----------------- | ------- | -------------- |
| Россия  | BzzIsPerfect | Станислав Глушан  | 1       | Fantastic Five |
| Россия  | TpoH         | Максим Верников   | 2       | Fantastic Five |
| Украина | Ghostik      | Андрей Кадык      | 3       | Fantastic Five |
| Россия  | yol          | Владимир Басов    | 4       | Fantastic Five |
| Россия  | ArsZeeqq     | Арсений Усов      | 5       | Prodota Gaming |
| Россия  | Sedoy        | Владимир Мусорин  | 2       | Rebels         |
| Россия  | Solo         | Алексей Березин   | 2       | Virtus.pro     |
| Украина | Goblak       | Артур Костенко    | 5       | NVMI           |
| Россия  | Scandal      | Роман Садотенков  | 2       | Power Rangers  |
| Украина | Resolut1on   | Роман Фоминок     | 2       | Virtus pro     |
| Россия  | Nexus        | Игорь Лысаковский | 1       | Relax          |
| Россия  | VANSKOR      | Иван Скороход     | 5       | Team Empire    |
| Россия  | Dread        | Андрей Голубев    | 3       | Relax          |
| Россия  | Sharfik      | Артем Марзавин    | 2       | zRAGE          |
| Россия  | STALIANER    | Илья Другов       | 2       | 3D!Clan        |
| Россия  | HardEEv-     | Глеб Ушенко       | 5       | —              |

#### Достижения
| Место | Турнир                                     | Место проведения | Призовые  | Дата проведения              |
| ----- | ------------------------------------------ | ---------------- | --------- | ---------------------------- |
|       | RaidCall EMS One Season 1 — Cup 4          | Онлайн           | 100 USD   | 11 — 12 марта 2013           |
|       | 4PL Play4Dota2 Cup 2013/#6                 | Онлайн           | 400 EUR   | 7 — 8 апреля 2013            |
|       | Bigpoint Battle 3                          | Онлайн           | 1,500 USD | 13 — 14 апреля 2013          |
|       | RaidCall EMS One Season 1                  | Катовице         | 7,000 USD | 18 Марта — 21 апреля 2013    |
|       | D2R Team League Season 1                   | Онлайн           | 375 EUR   | 16 — 26 апреля 2013          |
|       | Curse Dota 2 Invitational                  | Онлайн           | 2,000 USD | 4 — 19 мая 2013              |
|       | RaidCall EMS One Season 2 — Cup 1 (Europe) | Онлайн           | 600 USD   | 20 — 21 мая 2013             |
|       | Eizo Cup 4                                 | Онлайн           | 500 EUR   | 25 — 26 мая 2013             |
|       | Techlabs Cup 3                             | Kиев             | 1,500 USD | 31 августа 2013              |
| 4     | SLTV StarSeries Season 7                   | Онлайн+ Kиев     | 1,500 USD | 5 сентября — 13 октября 2013 |
|       | Netolic Pro League 4 (West) — Cup 3        | Онлайн           | 1,000 USD | 15 — 20 ноября 2013          |

### League of Legends
Состав ROX (на тот момент команда называлась RoX.KIS) по League of Legends был представлен 4 февраля 2014 года после анонса первого сезона лиги StarSeries в этой дисциплине. Организация подписала игроков, до этого выступавших под тегом The RED: FIRees, DimaJke, Fomko, NikSar, Dimonko.
Команда заняла третьи места во втором и третьем сезонах StarSeries и в весеннем сплите 2015 года и выиграла четвёртый сезон. После того, как главным соревнованием русскоязычного региона стала Континентальная лига, ROX один раз прошли в плей-офф и заняли третье-четвёртое место в летнем сплите 2016. Весенний сплит 2016, а также оба в 2017 году команда завершила в зоне Турнира продвижения, однако каждый раз успешно защищала своё место в высшей лиге, которую не покидала ни разу за всё время существования StarSeries и Континентальной лиги.
Дольше всех — с момента основания до конца 2017 года — в составе ROX выступал Дмитрий «DimaJke» Гуща — лесник, ставший самым ценным игроком летнего сплита Континентальной лиги 2016.
Самыми известными игроками, выступавшими за ROX, стали Алексей «Alex_Ich» Ичетовкин, Дмитрий «DimaJke» Гуща, Иван «Paranoia» Типухов, Владислав «aMiracle» Щербина, а также Габриэль «Bwipo» Рау, который на момент вступления в команду летом 2017 не был известен на соревновательной сцене, однако обратил на себя внимание высокой позицией в рейтинге западноевропейского сервера League of Legends, где он в течение долгого времени удерживал позицию в топ-15, а по ходу сплита поднимался на первое место.
31 января 2022 года организация объявила об уходе из Континентальной лиги по League of Legends.

#### Текущий состав
|                 | Никнейм         | Полное имя       | Позиция         |
| Основной состав | Основной состав | Основной состав  | Основной состав |
| --------------- | --------------- | ---------------- | --------------- |
| Россия          | Dreampullka     | Марк Лексин      | Верхняя линия   |
| Украина         | Anechek         | Дмитрий Аненко   | Лес             |
| Россия          | Madrid1st       | Данил Немченко   | Средняя линия   |
| Украина         | Imperial        | Евгений Сорокин  | Стрелок         |
| Россия          | Miracle         | Руслан Зайнулин  | Поддержка       |
| Запасные игроки |                 |                  |                 |
| Россия          | ORION           | Александр Искрич | Верхняя линия   |

#### Достижения
| Список сыгранных турниров | Список сыгранных турниров                           | Список сыгранных турниров      | Список сыгранных турниров | Список сыгранных турниров                 |
| Место                     | Турнир                                              | Место проведения               | Призовые                  | Дата проведения                           |
| ------------------------- | --------------------------------------------------- | ------------------------------ | ------------------------- | ----------------------------------------- |
|                           | SLTV StarSeries — Второй сезон                      | Онлайн + Moscow Cyber Stadium  | 5,000 USD                 | 23 мая — 6 июля 2014 года                 |
|                           | SLTV StarSeries – Третий сезон                      | Онлайн + Ленэкспо              | 5,000 USD                 | 21 августа — 2 ноября 2014 года           |
|                           | SLTV StarSeries – 4-й сезон                         | Онлайн + Киев Киберспорт Арена | 15,000 USD                | 27 ноября 2014 года — 25 января 2015 года |
|                           | Летний сплит SLTV League of Legends StarSeries 2015 | Онлайн + Сокольники            | 500,000 руб.              | 30 мая — 26 июля 2015 года                |
| 3-4                       | Летний сплит LCL 2016                               | Онлайн + ВТБ Ледовый дворец    | 625,000 руб.              | 28 мая — 17 августа 2016 года             |
|                           | Весенний сплит LCL 2018                             | Студия LCL, Москва             | 1,500,000 руб.            | 10 февраля — 1 апреля 2018 года           |
|                           | Открытый кубок Континентальной лиги, весна 2020     | Онлайн + Студия LCL, Москва    | 250,000 руб.              | 19 февраля — 29 марта 2020 года           |
|                           | Весенний сплит LCL 2020                             | Онлайн                         | 1,000,000 руб.            | 22 февраля — 26 апреля 2020 года          |

### FIFA
ROX представлены в дисциплина FIFA с 2008 года. Неизвестно, когда точно в команду вступил первый игрок, однако первое достижение Виктора «RoX.Alexx» Гусева датируется 23 апреля 2008. В 2009 году команду представляли RoX.Malish на WCG и RoX.Pika на ASUS Open Autumn а с 2013 по 2016 за ROX выступал Роберт «Ufenok77» Фахретдинов, которому удалось занять второе место на чемпионате мира по версии Electronic Sports World Cup.
После того как Ufenok77 получил приглашение присоединиться к ФК «Уфа» и принял его, в составе ROX его заменил украинец Максим «Tiko91» Плахов. Его контракт закончился осенью 2017 года, и после этого команда не анонсировала новых игроков.

#### Бывшие участники
|         | Никнейм | Полное имя    |  |        | Никнейм  | Полное имя         |
| ------- | ------- | ------------- |  | ------ | -------- | ------------------ |
| Россия  | Alexx   | Виктор Гусев  |  | Россия | Malish   |                    |
| Россия  | Pika    |               |  | Россия | Ufenok77 | Роберт Фахретдинов |
| Украина | Tiko91  | Максим Плахов |  |        |          |                    |

#### Достижения
| Место | Турнир                                  | Место проведения | Никнейм  | Дата проведения  |
| ----- | --------------------------------------- | ---------------- | -------- | ---------------- |
|       | EA SPORTS PinCho Cup                    | Москва           | Alexx    | 23 апреля 2008   |
|       | ASUS Open Cup Spring 2008               | Москва           | Alexx    | 25 мая 2008      |
|       | WCG RU Preliminaries 2009               | Москва           | Malish   | 4 октября 2009   |
|       | ASUS Open Cup 2009                      | Москва           | Pika     | 29 ноября 2009   |
|       | Кубок России 2013                       | Москва           | Ufenok77 | 13 июля 2013     |
|       | WCG RU Online Preliminaries 2013        | Онлайн           | Ufenok77 | 4 августа 2013   |
|       | КиберОлимпиада УРФО 2013                | Челябинск        | Ufenok77 | 25 августа 2013  |
|       | WCG RU Preliminaries 2013               | Москва           | Ufenok77 | 1 сентября 2013  |
|       | Electronic Sports World Cup Finals 2013 | Париж            | Ufenok77 | 3 ноября 2013    |
|       | Открытый кубок Ульяновска               | Ульяновск        | Ufenok77 | 3 июня 2014      |
|       | Electronic Sports World Cup Russia 2014 | Москва           | Ufenok77 | 14 сентября 2014 |
|       | Electronic Sports World Cup Russia 2014 | Москва           | Ufenok77 | 14 сентября 2014 |
|       | Lawson's Cup 2015                       | Москва           | Ufenok77 | 18 сентября 2015 |
|       | WSVG CIS Final 2015                     | Москва           | Ufenok77 | 27 сентября 2015 |
|       | WSVG Malfives 2015                      | Мале             | Ufenok77 | 9 октября 2015   |
|       | Кубок Самары 2015                       | Самара           | Ufenok77 | 13 декабря 2015  |
|       | Кубок дружбы народов 2016               | Ташкент          | Ufenok77 | 10 апреля 2016   |
|       | Кубок России 2016                       | Москва           | Ufenok77 | 23 апреля 2016   |
|       | Summer Pro League 2016                  | Москва           | Ufenok77 | 8 августа 2016   |
|       | Чемпионат Харькова                      | Харьков          | Tiko91   | 16 октября 2016  |
|       | Чемпионат Харькова                      | Харьков          | Tiko91   | 24 декабря 2016  |
|       | Go4FIFA Europe Cup #17                  | Онлайн           | Tiko91   | 22 января 2017   |
|       | Go4FIFA Europe Cup #18                  | Онлайн           | Tiko91   | 29 января 2017   |
|       | Go4FIFA Europe Cup #21                  | Онлайн           | Tiko91   | 19 января 2017   |
|       | Go4FIFA Europe January 2017 Finals      | Онлайн           | Tiko91   | 19 января 2017   |
|       | Go4FIFA Europe Cup #36                  | Онлайн           | Tiko91   | 4 июня 2017      |
|       | Чемпионат Харькова                      | Харьков          | Tiko91   | 24 июня 2017     |
|       | Go4FIFA Europe Cup #40                  | Онлайн           | Tiko91   | 2 июля 2017      |
|       | Go4FIFA Europe June 2017 Finals         | Онлайн           | Tiko91   | 10 июля 2017     |
|       | Go4FIFA Europe Cup #42                  | Онлайн           | Tiko91   | 16 июля 2017     |
|       | Чемпионат Харькова                      | Харьков          | Tiko91   | 22 июля 2017     |
|       | Go4FIFA Europe Cup #42                  | Онлайн           | Tiko91   | 23 июля 2017     |
|       | Go4FIFA Europe Cup #45                  | Онлайн           | Tiko91   | 6 августа 2017   |

### World of Tanks
С 2012 по 2016 год ROX подписывали несколько разных составов в дисциплине World of Tanks для участия в лигах от Wargaming.net. Самым успешным из них стал состав 2015 года (на тот момент команда называлась TORNADO ROX), который выиграл Continental Rumble (чемпионат европейского континента) и занял третье и второе места в двух сезонах Wargaming.net League Gold Series 2015/2016.
После этого организаторы изменили формат лиги, и ROX вынуждены были отказаться от своей чемпионской команды. Поучаствовав с разными составами в этапах лиги в СНГ и не добившись успеха, организация приняла решение уйти из дисциплины. Точная дата закрытия состава неизвестна, однако в данный момент в списке актуальных составов ROX его нет.

#### Бывшие участники
|          | Никнейм                  | Полное имя                |  |          | Никнейм         | Полное имя         |
| -------- | ------------------------ | ------------------------- |  | -------- | --------------- | ------------------ |
| Россия   | Nuregre                  | Святослав Жарков          |  | Россия   | Blips           | Дмитрий Колдаев    |
| Россия   | ARTistichny              | Михаил Лесников           |  | Россия   | Nuclear         | Алексей Морозов    |
| Россия   | lchTuDirWeh              | Никита Кирилов            |  | Россия   | FnB             | Дмитрий Мацнев     |
| Россия   | Roces                    | Павел Селянин             |  | Россия   | DigitalRush     | Андрей Фёдоров     |
| Россия   | Boroda_Murazora          | Алексей Щетников          |  | Россия   | mstdnt          | Егор Ромазанов     |
| Россия   | Fuzbol                   | Денис Кулаковский         |  | Россия   | Obi_Wan_Banan   | Сергей Шинкевич    |
| Россия   | iJinx                    | Семён Гаврилюк            |  | Россия   | MakiaveLLu      | Марат Хунафин      |
| Украина  | RubTheRob                | Владимир Савадов-Сенченко |  | Украина  | THEARMAGEDDON_  | Игорь Гасай        |
| Беларусь | TheApl                   | Дмитрий Дулик             |  | Украина  | Soulguard       | Дмитрий Кулинич    |
| Россия   | THEANNIHILYATOR          | Алексей Фёдоров           |  | Украина  | THEDESTRUCTION_ | Алексей Попельский |
| Россия   | Renader                  | Василий Семчик            |  | Россия   | Wo_Ong          | Алексей Щетников   |
| Россия   | Nice__                   | Андрей Чавкин             |  | Украина  | kamaek          | Дмитрий Гранкин    |
| Россия   | monti                    | Максим Михеев             |  | Россия   | Prize_Flghter   | Евгений Булатников |
| Россия   | Kolesoid                 | Александр Колесников      |  | Россия   | JustCreative    | Виталий Слобожанин |
| Украина  | Otkpou_CoBa_nPuLLILa     | Михаил Осинский           |  | Россия   | Taxxi           | Михаил Дулебенец   |
| Россия   | zafar4ik                 | Зафар Косаруков           |  | Беларусь | SERVER76        | Эдуард Сечко       |
| Россия   | I6eCToJlo4I              | Андрей Ионов              |  | Россия   | _Medeved_       | Виталий Меденцев   |
| Россия   | ich_hoffe_dass_es_klappt | Николай Мацина            |  | Россия   | Coca_Collapse   | Дмитрий Трифанов   |
| Россия   | rurbum                   | Александр Егоров          |  | Украина  | QDDN            | Сергей Скорик      |
| Россия   | Mixa60rus                | Михаил Ларионов           |  | Украина  | DYADOR          | Владимир Друцкий   |
| Украина  | FC_DYNAMO                | Игорь Берещук             |  | Украина  | Positivve       | Иван Tоцкий        |
| Россия   | Vors9n                   | Иван Фокин                |  | Россия   | Zickys          | Семён Иванов       |

#### Достижения
| Место | Турнир                                  | Место проведения | Никнейм     | Дата проведения  |
| ----- | --------------------------------------- | ---------------- | ----------- | ---------------- |
|       | Национальный кубок России               | Москва           | TORNADO ROX | 3 мая 2015       |
|       | Wargaming.net League Season 1 2015/2016 | Онлайн           | TORNADO ROX | 10 сентября 2015 |
|       | Continental League 2015                 | Познань          | TORNADO ROX | 27 октября 2015  |
|       | Wargaming.net League Season 2 2015/2016 | Познань          | TORNADO ROX | 27 октября 2015  |

### Street Fighter
Состав ROX (на тот момент команда называлась TORNADO ROX) по Street Fighter V был открыт 26 июля 2016 года, когда к команде присоединился Фёдор «Fidoskin» Подгурский. Выступая за ROX, он выигрывал и занимал призовые места на турнирах не только по Street Fighter V, но и по Guilty Gear Xrd -REVELATOR-.
Fidoskin приостановил карьеру, когда закончился его контракт с ROX, и в настоящее время не выступает на турнирах как игрок. Команда официально не объявляла о прекращении контракта, но на официальном сайте в разделе «команда» он в настоящее время не представлен.

#### Бывшие участники
|        | Никнейм  | Полное имя       |
| ------ | -------- | ---------------- |
| Россия | Fidoskin | Фёдор Подгурский |

#### Достижения
| Место | Турнир                                    | Место проведения | Никнейм  | Дисциплина                  | Дата проведения  |
| ----- | ----------------------------------------- | ---------------- | -------- | --------------------------- | ---------------- |
|       | SONICBOOM TOURNAMENT 2016                 | Мадрид           | Fidoskin | Guilty Gear Xrd -Revelator- | 31 июля 2016     |
|       | Ekaterinburg Fighting Arena 2016          | Екатеринбург     | Fidoskin | Street Fighter V            | 31 июля 2016     |
|       | GET TO CUP                                | Москва           | Fidoskin | Street Fighter V            | 20 августа 2016  |
|       | Russia Monthly #1                         | Онлайн           | Fidoskin | Street Fighter V            | 18 сентября 2016 |
|       | GET TO CUP                                | Москва           | Fidoskin | Street Fighter V            | 25 сентября 2016 |
|       | Fighting Games Challenge                  | Лодзь            | Fidoskin | Guilty Gear Xrd -Revelator- | 1 октября 2016   |
|       | NNGL Season 7                             | Нижний Новгород  | Fidoskin | Street Fighter V            | 16 октября 2016  |
|       | SFV Autumn'16 Cup #2 CIS                  | Онлайн           | Fidoskin | Street Fighter V            | 29 октября 2016  |
|       | Bar Fight #5                              | Москва           | Fidoskin | Street Fighter V            | 30 октября 2016  |
|       | Russia Monthly #2                         | Онлайн           | Fidoskin | Street Fighter V            | 30 октября 2016  |
|       | SFV Autumn'16 Cup #3 CIS                  | Онлайн           | Fidoskin | Street Fighter V            | 5 ноября 2016    |
|       | Game Planet Open 2016                     | Санкт-Петербург  | Fidoskin | Street Fighter V            | 13 ноября 2016   |
|       | Game Planet Open 2016                     | Санкт-Петербург  | Fidoskin | Guilty Gear Xrd -Relevator- | 13 ноября 2016   |
|       | SFV Autumn'16 Cup #5 CIS                  | Онлайн           | Fidoskin | Street Fighter V            | 19 ноября 2016   |
|       | ZOWIE by BenQ Street Fighter V Tournament | Москва           | Fidoskin | Street Fighter V            | 3 декабря 2016   |
|       | Киберсхватка в Media Markt                | Москва           | Fidoskin | Street Fighter V            | 25 декабря 2016  |

### Overwatch
Состав ROX (на тот момент команда называлась TORNADO ROX) по Overwatch был открыт 25 августа 2016 года, когда к команде присоединился бывший состав организации Prets (clozZ, NLaaeR, Engh, BuHorpaDuHa, Tonic, Mistakes). 17 октября BuHorpaDuHa, Tonic и Mistakes покинули состав, и дальше команда выступала с тремя игроками (freed, txao и pkmk), которые были анонсированы на испытательный срок, но так официально и не вошли в команду.
3 февраля капитан состава сообщил, что игроки прекратили сотрудничество с ROX, и вскоре представители организации подтвердили этот факт, сообщив, что закрывают состав в связи с неопределённостью киберспортивных перспектив данной дисциплины в СНГ.

#### Бывшие участники
|          | Никнейм     | Полное имя        | Позиция            |
| -------- | ----------- | ----------------- | ------------------ |
| Беларусь | clozZ       | Максим Хуркунов   | Tank               |
| Россия   | NlaaeR      | Илья Коппалов     | DPS                |
| Россия   | Engh        | Андрей Шолохов    | DPS, Support       |
| Россия   | BuHorpaDuHa | Павел Трифонов    | Flex               |
| Россия   | Tonic       | Денис Рулёв       | Support            |
| Россия   | Mistakes    | Станислав Данилов | Support            |
| Россия   | freed       | Виталий Попов     | DPS (stand-in)     |
| Россия   | txao        | Илья Макаров      | Flex (stand-in)    |
| Россия   | pkmk        | Артём Нечаев      | Support (stand-in) |

#### Достижения
| Место | Турнир                                  | Место проведения | Дата проведения |
| ----- | --------------------------------------- | ---------------- | --------------- |
|       | Go4Overwatch Europe Cup #21             | Онлайн           | 23 октября 2016 |
|       | Hallow'S End Invitational #1            | Онлайн           | 29 октября 2016 |
|       | Go4Overwatch Europe Cup #22             | Онлайн           | 30 октября 2016 |
|       | Go4Overwatch Europe October 2016 Finals | Онлайн           | 14 ноября 2016  |
|       | Underdogs Season 3                      | Онлайн           | 24 ноября 2016  |
|       | Underdogs Season 4                      | Онлайн           | 18 декабря 2016 |